# بلادشات
بلادشات (انگلیسی: Bloodshot) فیلمی در ژانر ابرقهرمانی به کارگردانی دیو ویلسون است که در سال ۲۰۲۰ منتشر شد. فیلم‌نامه این فیلم توسط جف وادلو و اریک هیزرر بر اساس شخصیتی به همین نام از انتشارات ولیانت کامیکس به رشته تحریر درآمده است. از بازیگران آن می‌توان به وین دیزل، ایزا گونزالس، سم هیوین، توبی کبل و گای پیرس اشاره کرد.
فیلم با واکنش منفی منتقدان و مردم روبرو شد و در زمینه فیلم‌نامه، روند کند داستانی و بازیگری وین دیزل مورد انتقاد قرار گرفت. همچنین با شکست تجاری مواجه شد.

## داستان
داستان این فیلم دربارهٔ مردی به نام ری گریسون می‌باشد که به نوعی یک سرباز کشته شده محسوب می‌شود، اما طی یک برنامه‌ای او دوباره وارد دنیای ابرقدرت‌ها می‌شود و به جنگیدن ادامه می‌دهد.